# Стрипа (притока Луги)
Стри́па — річка в Україні, в межах Луцького та Володимирського районів Волинської області. Ліва притока Луги (басейн Західного Бугу).

## Опис
Довжина 24 км, площа басейну 184 км². Долина порівняно неширока, переважно заболочена. Річище слабозвивисте, в багатьох місцях випрямлене. Є ставки. 

## Розташування
Стрипа бере початок у східній частині села Печихвости. Тече серед пологих пагорбів Горохівської височини переважно на північний захід. Впадає до Луги на північний захід від села Павлівки. 